# Paseo Mallorca
El Paseo Mallorca (en catalán Passeig Mallorca) es un amplio paseo situado en el centro de la ciudad de Palma de Mallorca. Discurre paralelo al tramo final del torrente de la Riera. Fue construido tras la desviación del torrente fuera de las murallas de la ciudad, por lo cual, sigue el contorno de las antiguas murallas de la ciudad.
La circulación rodada se da a sendos lados del torrente (un sentido en cada lado). Se inicia en la Plaza Puerta de Santa Catalina, donde se encuentran el museo de es Baluard y la biblioteca de Can Salas hasta las Avenidas, cerca de los institutos Ramon Llull y Joan Alcover.